# EFBR
El EFBR es un equipo de fútbol de Puerto Rico que juega en la 

## Historia
Fue fundado en el mes de enero del año 2009 en la ciudad de Caguas con el nombre Gladiadores FC, el cual cambiaron en el año 2012 por el actual tras convertirse en un equipo profesional. Su primer partido lo perdieron 1-6 ante los Criollos de Caguas FC en la Segunda División.
En el 2012 fueron uno de los equipos que integraron la nueva liga profesional en Puerto Rico, aunque en su debut quedaron en la última posición.